# Stlengis
Stlengis es un género de peces de la familia Cottidae. Fue descrito por David Starr Jordan y Edwin Chapin Starks en 1904.

## Especies
- Stlengis distoechus Bolin, 1936
- Stlengis misakia (Jordan y Starks, 1904)
- Stlengis osensis Jordan y Starks, 1904